# HD 222109
Désignations
HD 222109 est une étoile binaire sitée dans la constellation d'Andromède. Elle a une magnitude apparente combinée de 5,80, ce qui lui permet d'être visible à l'œil nu comme une seule étoile. Le système a un type spectral combiné de type B8V. Elle est située à une distance d'environ 800 années-lumière de la Terre, et les deux étoiles orbitent l'une autour de l'autre avec une période orbitale de 351,22 ans. Elles sont séparées par une distance angulaire de 0,41" et ont une excentricité orbitale de 0,39. Individuellement, les étoiles ont des magnitudes apparentes de 6,08 et 7,38.